# رضا الجلالي
محمد رضا بن عبد النور الجلالي (6 مارس 1961 - 17 يناير 2000 م) (1381 - 1421 ه)، شاعر تونسي. ولد في الرّقاب (منطقة الزيتونة) (ولاية سيدي بوزيد) في 6 مارس 1961. وتوفي بتونس في 07 جانفي سنة 2000. زاول دراسته الثانوية بقفصة. حصل على شهادة ختم الدروس الترشيحية. اشتغل معلّما( وصحافيا) في المدارس الابتدائية لفترة قصيرة، ثم انقطع عنها، وعمل بالتعاقد مع وزارة الثقافة منشطًا ثقافيًا بدار الثقافة أحمد بوليمان بباب سويقة في تونس العاصمة.
كان عضو اتحاد الكتاب التونسيين.
برز صوته الشعري في النصف الثاني من الثمانينات. يترجم شعره عن شعور حادّ بالاغتراب داخل المدينة (تونس العاصمة) التي وفد عليها نازحا واختار الانضمام إلى الأجواء الخاصّة السائدة في جانبها الخلفيّ. وقد قاده ذلك النمط من الحياة الذي أقبل عليه بمحض إرادته إلى الموت في عزّ شبابه.